# مقاطعة واين (تينيسي)
مقاطعة واين هي مقاطعة في تينيسي، بلغ عدد سكانها 17٬021  نسمة، في 2010، عاصمتها واينيسبورو.

## الموقع
تشترك في الحدود مع:
- مقاطعة بيري (تينيسي).

## التقسيمات الإدارية
- واينيسبورو.